# نادي باميندا
نادي باميندا هو نادي كرة قدم كاميروني من مدينة باميندا يشارك في الدوري الكاميروني الممتاز.فاز الفريق بأول لقب دوري له في موسم 2019-2020.